# Presidente do Burúndi
O presidente do Burundi é o chefe de estado e de governo da República do Burundi. O cargo foi criado em 1966 após o país se ter tornado independente da Bélgica. Desde 18 de junho de 2020 o presidente do país é Evariste Ndayishimiye.